# Dōwa meikyū
Dōwa meikyū (jap. 童話迷宮) – dziesiąty singel japońskiej piosenkarki Yukari Tamury, wydany 2 sierpnia 2006 roku. Utwór tytułowy został wykorzystany jako pierwszy opening anime Otogi-jūshi Akazukin, a utwór Tenshi no oshigoto wykorzystano w rozpoczęciach programu radiowego Tamura Yukari no Kuro Usagi no Kobeya (jap. 田村ゆかりの黒うさぎの小部屋). Singel osiągnął 13 pozycję w rankingu Oricon i pozostał na nim przez 13 tygodni, sprzedał się w nakładzie 33 319 egzemplarzy.

## Lista utworów
| Nr | Tytuł                                    | Słowa         | Kompozycja    | Aranżacja     | Czas |
| -- | ---------------------------------------- | ------------- | ------------- | ------------- | ---- |
| 1. | "Dōwa meikyū" (jap. 童話迷宮)            | Aki Hata      | Masatomo Ōta  | Masatomo Ōta  | 3:55 |
| 2. | "miss you"                               | Hayato Tanaka | Hayato Tanaka | Hayato Tanaka | 4:49 |
| 3. | "Tenshi no oshigoto" (jap. 天使のお仕事) | Manami Fujino | tetsu-yeah    | tetsu-yeah    | 4:12 |